# Eva Brunne

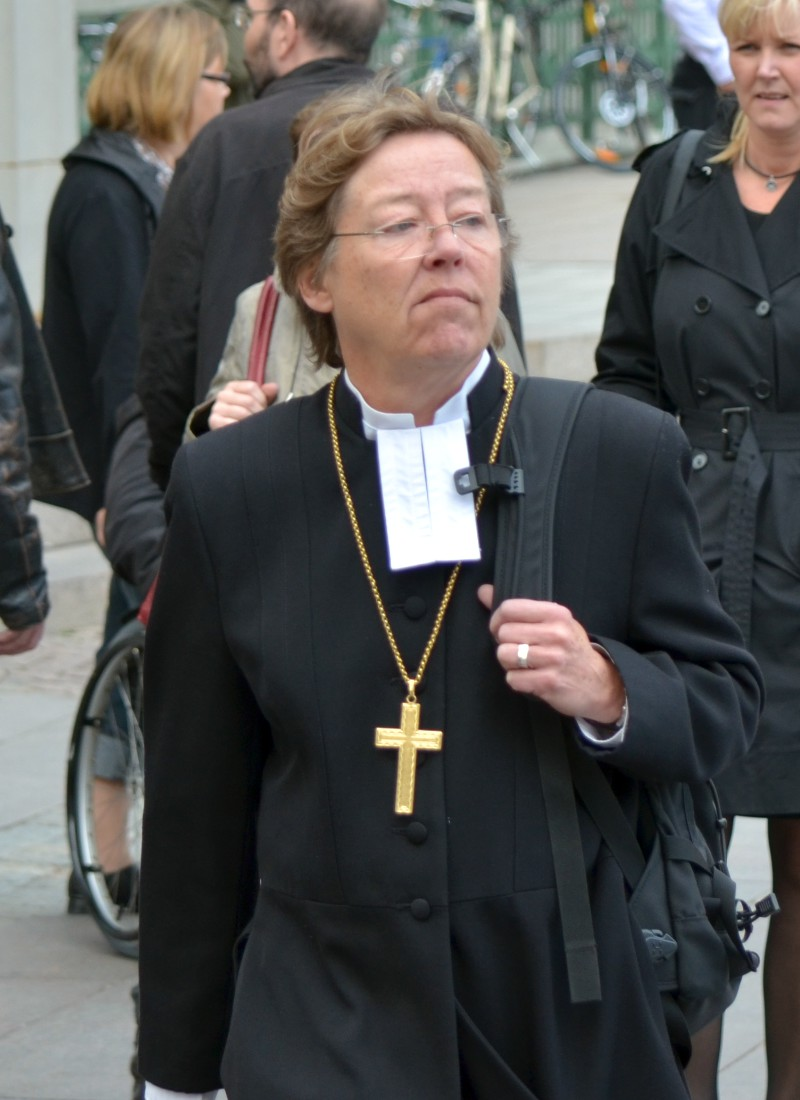
Eva Brunne

Eva Brunne (* 7. März 1954 in Malmö) ist eine ehemalige Bischöfin des Bistums Stockholm in der Schwedischen Kirche. Sie wurde am 8. November 2009 in Uppsala zur Bischöfin ordiniert. Am 22. September 2019 wurde sie von Andreas Holmberg abgelöst.

## Leben
Nach ihrer Schulzeit studierte Brunne evangelische Theologie. Anschließend war sie als Pfarrerin 16 Jahre lang in einer Kirchengemeinde in Stockholm tätig.
Sie ist die Nachfolgerin von Bischöfin Caroline Krook, die Ende Oktober 2009 in den Ruhestand ging. Brunne lebt mit der lutherischen Pastorin Gunilla Lindén in einer eingetragenen Partnerschaft. Lindén brachte einen Sohn mit in die Beziehung.